# Смикавець індійський
{{#ifeq:0|0|{{#if:|{{#if:Cyperusdifformis|[[]}}|}}}}
Смикавець індійський, смикавець різнорідний (Cyperus difformis) — вид рослин з родини осокових (Cyperaceae); поширений у південній частині Євразії.

## Опис
Однорічна трав'яниста рослина. Стебел 1–15, тригонні, 7–30 см × 1.2–2.5 мм, голі. Листків 2–7, плоскі, (2)7–22 см × 2.2–4 мм. Суцвіття: голови щільні, діаметром 7–17 мм. Горішки світло-коричневі, зворотнояйцювато-еліпсоїдні, 0.6–0.8 × 0.3–0.4 мм, верхівка тупа.

## Поширення
Вид поширений в Африці, південній частині Євразії й на південь до Австралії; натуралізований в Америці.
В Україні зростає на сирих піщаних місцях, посівах рису; адвентивний — у Кілійській дельті Дунаю, Криму.

## Використання
Листя цього виду є антибіотиком і його застосовують зовнішньо при шкірних ураженнях. Іноді його також використовують як корм.

## Загрози та охорона
Немає відомих значних загроз для цього виду, хоча деякі типи ареалів, такі як сезонно мокрі луки, можуть бути мішенню для перетворення на сільськогосподарські угіддя.
Ніяких заходів щодо збереження не проводиться.